# Mörktjärnen (Järna socken, Dalarna)
Mörktjärnen är en sjö i Vansbro kommun i Dalarna och ingår i Dalälvens huvudavrinningsområde.